# Fayetteville State University
Fayetteville State University (FSU) ist eine der historischen afroamerikanischen Universitäten (Historically black colleges and universities (HBCUs)) und liegt in Fayetteville, North Carolina in den Vereinigten Staaten.  An dieser HBCU sind über 6000 Studenten eingeschrieben, sie bietet Bachelorabschlüsse in 43 Fachgebieten, Masterabschlüsse in 22 Fachgebieten und den Doktorgrad in Erziehungswissenschaften an. Die FSU ist Teil des University of North Carolina Universitätssystems, ist Mitglied des  Thurgood Marshall Scholarship Fund und ist von der Southern Association of Colleges and Schools anerkannt.
Das Motto der Universität lautet Res Non Verba, lateinisch für „Taten statt Worte“. Die Leitung hat Darrell T. Allison (Chancellor) inne.

## Geschichte
1867 kauften sieben Afroamerikaner – Matthew N. Leary, Andrew J. Chesnutt, Robert Simmons, George Grainger, Thomas Lomax, Nelson Carter und David A. Bryant – zwei Grundstücke in Fayetteville. Sie erklärten sich zum Aufsichtsrat und führten die Grundstücke einer neuen Bestimmung zu: Der Erziehung und Ausbildung schwarzer Kinder.
Oliver O. Howard, ein bekannter Förderung der afroamerikanischen Bildung, errichtete ein Gebäude an dieser Stelle und die Institution wurde als Howard School bekannt. Durch einen Regierungsbeschluss der Generalversammlung North Carolinas im Jahre 1877 wurde die Notwendigkeit einer Ausbildungsstätte für afroamerikanische Lehrer festgestellt. Die Howard School wurde wegen ihrer zehnjährigen Erfolge in der Wissensvermittlung als geeignetste Bildungsstätte dafür ausgewählt. Die Schule wurde zu einer Ausbildungseinrichtung für Lehrkräfte umorganisiert, der Name zu State Colored Normal School.
1939 wurde die Schule unter Leitung von J. Ward Seabrook zum Fayetteville State Teachers College, dadurch wurde die Schule autorisiert, den Bachelor of Science für Erziehung zu vergeben. Die staatliche und regionale Anerkennung erhielt die Einrichtung 1947. In den Folgejahren wurde der Fachbereich nach und nach ausgebaut, es folgten Studiengänge außerhalb des Fachbereichs der Erziehungswissenschaften. Der Name wurde 1963 zu Fayetteville State College geändert.
1969 erhielt die FSU ihren heutigen Namen, 1972 wurde sie zu einer Einrichtung des University of North Carolina Universitätssystems gewählt. Das Angebot an Bildungsabschlüssen und Fachbereichen wurde stetig erweitert und wurde zusätzlich in Zusammenarbeit mit Fort Bragg-Pope AFB Extension Center eine Aus- und Weiterbildungsstätte für militärisches und ziviles Personal der Armee.
Mit der Wahl Thelma Jean Bryans 2003 wurde erstmals eine Frau zur Präsidenten der FSU, zudem ist sie die erste Afroamerikanerin, die im Universitätssystem North Carolinas die Leitung einer Schule übernahm.

## Sport
Fayetteville State University ist Mitglied der Central Intercollegiate Athletic Association (CIAA), sind Teil der NCAA Division II und werden Broncos genannt. Die FSU gewann mehrfach die American Football Meisterschaften der CIAA und wurde drei Jahre in Folge, von 2002 bis 2004 Meister der Western Division. Insgesamt wurden Meistertitel in 22 Sportarten errungen, darunter Basketball, Golf, Tennis, Bowling und Volleyball.

## Bekannte Absolventen
- Chris Armstrong – Footballspieler in der Canadian Football League
- Darrell Armstrong (* 1968) – Basketballspieler der New Jersey Nets
- Blenda Gay – Spieler der National Football League, ermordet 1976